# Lista de primeiros-ministros da Polônia

Brasão da República da Polônia.

O primeiro-ministro da República da Polônia representa o Conselho de Ministros (o gabinete) e dirige o seu trabalho, supervisiona os governos autônomos regionais de acordo com a Constituição e demais leis do país, e atua como superior hierárquico de todos os trabalhadores da administração pública.
O nome oficial do cargo é Presidente do Conselho de Ministros (em polonês: Prezes Rady Ministrów). Até 1922, o primeiro-ministro era também chamado "Presidente dos Ministros" (Prezydent Ministrów).
O primeiro-ministro pode também acumular a chefia de um departamento ou comitê. Também pode ser um representante no Sejm (parlamento da república). Ele não pode, porém, acumular o posto de Presidente da República da Polônia ou qualquer outro alto cargo, tal como líder da Suprema Corte de Controle da Polônia (NIK), ou presidente do Banco Nacional da Polônia (Narodowy Bank Polski) ou ainda o cargo de Ouvidor-Geral Civil ("ombudsman", em polonês Rzecznik Praw Obywatelskich; Provedor-Geral Civil em português europeu).
O primeiro-ministro indicado é livre para escolher seus colaboradores — membros do Conselho de Ministros. O gabinete selecionado por si precisa ser aprovado pelo parlamento e receber o voto de confiança. As nomeações ministeriais são assinadas pelo presidente da república.

## Lista de primeiros-ministros da Polônia

### Primeiros-ministros do autônomoReino da Polônia(5-nov.1916-1918)
Primeiros-ministros do estado cliente do Império Alemão.
| Sequência | Nome                  | Período de Governo                               |
| --------- | --------------------- | ------------------------------------------------ |
| 1         | Jan Kucharzewski      | 7 de dezembro de 1917 – 11 de fevereiro de 1918  |
| 2         | Antoni Ponikowski     | 27 de fevereiro de 1918 - 4 de abril de 1918     |
| 3         | Jan Kanty Steczkowski | 4 de abril de 1918 - 1918 - 2 de outubro de 1918 |
| 4         | Józef Świerzyński     | 23 de outubro de 1918 - 3 de novembro de 1918    |
| 5         | Władysław Wróblewski  | 3 de novembro de 1918 - 14 de novembro de 1918   |
| 6         | Ignacy Daszyński      | 14 de novembro de 1918 - 17 de novembro de 1918  |

### Primeiros-ministros da 2a. República Polonesa (1918-1939)
Após a república ser proclamada
| Sequência | Nome                         | Período de Governo                                           |
| --------- | ---------------------------- | ------------------------------------------------------------ |
| 3         | Ignacy Daszyński             | 6 de novembro/7 de novembro de 1918 - 18 de novembro de 1918 |
| 4         | Jędrzej Moraczewski          | 18 de novembro de 1918 - 18 de janeiro de 1919               |
| 5         | Ignacy Jan Paderewski        | 18 de janeiro de 1919 - 13 de novembro de 1919               |
| 6         | Leopold Skulski              | 13 de dezembro de 1919 - 27 de junho de 1920                 |
| 7         | Władysław Grabski            | 27 de junho de 1920 - 24 de julho de 1920                    |
| 8         | Wincenty Witos               | 24 de julho de 1920 - 19 de setembro de 1921                 |
| 9         | Antoni Ponikowski            | 19 de setembro de 1921 - 28 de junho de 1922                 |
| 10        | Artur Śliwiński              | 28 de junho de 1922 - 31 de julho de 1922                    |
| 11        | Julian Nowak                 | 31 de julho de 1922 - 16 de dezembro de 1922                 |
| 12        | Władysław Sikorski           | 16 de dezembro de 1922 - 28 de maio de 1923                  |
| 13        | Wincenty Witos               | 28 de maio de 1923 - 19 de dezembro de 1923                  |
| 14        | Władysław Grabski            | 19 de dezembro de 1923 - 20 de novembro de 1925              |
| 15        | Aleksander Skrzyński         | 20 de novembro de 1925 - 10 de maio de 1926                  |
| 16        | Wincenty Witos               | 10 de maio de 1926 - 14 de maio de 1926                      |
| 17        | Kazimierz Bartel             | 15 de maio de 1926 - 30 de setembro de 1926                  |
| 18        | Józef Piłsudski              | 2 de outubro de 1926 - 27 de junho de 1928                   |
| 19        | Kazimierz Bartel             | 27 de junho de 1928 - 14 de abril de 1929                    |
| 20        | Kazimierz Świtalski          | 14 de abril de 1929 - 29 de dezembro de 1929                 |
| 21        | Kazimierz Bartel             | 29 de dezembro de 1929 - 29 de março de 1930                 |
| 22        | Walery Sławek                | 29 de março de 1930 - 25 de agosto de 1930                   |
| 23        | Józef Piłsudski              | 25 de agosto de 1930 - 4 de dezembro de 1930                 |
| 24        | Walery Sławek                | 4 de dezembro de 1930 - 27 de maio de 1931                   |
| 25        | Aleksander Prystor           | 27 de maio de 1931 - 10 de maio de 1933                      |
| 26        | Janusz Jędrzejewicz          | 10 de maio de 1933 - 15 de maio de 1934                      |
| 27        | Leon Kozłowski               | 15 de maio de 1934 - 28 de março de 1935                     |
| 28        | Walery Sławek                | 28 de março de 1935 - 13 de outubro de 1935                  |
| 29        | Marian Zyndram-Kościałkowski | 13 de outubro de 1935 - 15 de maio de 1936                   |
| 30        | Felicjan Sławoj Składkowski  | 15 de maio de 1936 - 30 de setembro de 1939                  |

### Primeiros-ministros da Polônia no exílio (1939-1990)
Quando Hitler e Stalin invadiram a Polônia, foi feito um governo em exílio. Quando a União Soviética expulsou o exército alemão desta, impôs um regime socialista, e o governo em exílio continuou a existir, até 1990, quando foi extinto.
| Sequência | Nome                  | Período de governo                             |
| --------- | --------------------- | ---------------------------------------------- |
| 31        | Władysław Sikorski    | 30 de setembro de 1939 - 18 de julho de 1943   |
| 32        | Stanisław Mikołajczyk | 14 de julho de 1943 - 24 de novembro de 1944   |
| 33        | Tomasz Arciszewski    | 29 de novembro de 1944 - 2 de julho de 1947    |
| 34        | Tadeusz Komorowski    | 2 de julho de 1947 - 10 de fevereiro de 1949   |
| 35        | Tadeusz Tomaszewski   | 7 de abril de 1949 - 10 de agosto de 1950      |
| 36        | Roman Odzierzyński    | 25 de setembro de 1950 - 8 de dezembro de 1953 |
| 37        | Jerzy Hryniewski      | 18 de janeiro de 1954 - 13 de maio de 1954     |
| 38        | Stanisław Mackiewicz  | 8 de junho de 1954 - 21 de junho de 1955       |
| 39        | Hugon Hanke           | 8 de agosto de 1955 - 10 de setembro de 1955   |
| 40        | Antoni Pająk          | 10 de setembro de 1955 - 14 de junho de 1965   |
| 41        | Aleksander Zawisza    | 25 de junho de 1965 - 9 de junho de 1970       |
| 42        | Zygmunt Muchniewski   | 20 de julho de 1970 - 13 de julho de 1972      |
| 43        | Alfred Urbański       | 18 de julho de 1972 - 15 de julho de 1976      |
| 44        | Kazimierz Sabbat      | 5 de agosto de 1976 - 8 de abril de 1986       |
| 45        | Edward Szczepanik     | 8 de abril de 1986 - 22 de dezembro de 1990    |

### Primeiros-ministros da República Popular da Polônia (1944-1989)
| Sequência | Nome                   | Período de Governo                               |
| --------- | ---------------------- | ------------------------------------------------ |
| 46        | Edward Osóbka-Morawski | 22 de julho de 1944 - 6 de fevereiro de 1947     |
| 47        | Józef Cyrankiewicz     | 6 de fevereiro de 1947 - 20 de novembro de 1952  |
| 48        | Bolesław Bierut        | 20 de novembro de 1952 - 18 de março de 1954     |
| 49        | Józef Cyrankiewicz     | 18 de março de 1954 - 23 de dezembro de 1970     |
| 50        | Piotr Jaroszewicz      | 23 de dezembro de 1970 - 18 de fevereiro de 1980 |
| 51        | Edward Babiuch         | 18 de fevereiro de 1980 - 24 de agosto de 1980   |
| 52        | Józef Pińkowski        | 24 de agosto de 1980 - 11 de fevereiro de 1981   |
| 53        | Wojciech Jaruzelski    | 11 de fevereiro de 1981 - 6 de novembro de 1985  |
| 54        | Zbigniew Messner       | 6 de novembro de 1985 - 27 de setembro de 1988   |
| 55        | Mieczysław Rakowski    | 27 de setembro de 1988 - 2 de agosto de 1989     |
| 56        | Czesław Kiszczak       | 2 de agosto de 1989 - 24 de agosto de 1989       |

### Primeiros-ministros da 3a. República (após1989)
| Sequência | Nome                    | Período de Governo                              |
| --------- | ----------------------- | ----------------------------------------------- |
| 57        | Tadeusz Mazowiecki      | 24 de agosto de 1989 - 14 de dezembro de 1990   |
| 58        | Jan Bielecki            | 12 de janeiro de 1991 - 5 de dezembro de 1991   |
| 59        | Jan Olszewski           | 23 de dezembro de 1991 - 5 de junho de 1992     |
| 60        | Waldemar Pawlak         | 5 de junho de 1992 - 10 de julho de 1992        |
| 61        | Hanna Suchocka          | 11 de julho de 1992 - 25 de outubro de 1993     |
| 62        | Waldemar Pawlak         | 26 de outubro de 1993 - 1 de março de 1995      |
| 63        | Józef Oleksy            | 4 de março de 1995 - 26 de janeiro de 1996      |
| 64        | Włodzimierz Cimoszewicz | 15 de fevereiro de 1996 - 31 de outubro de 1997 |
| 65        | Jerzy Buzek             | 31 de outubro de 1997 - 19 de outubro de 2001   |
| 66        | Leszek Miller           | 19 de outubro de 2001 - 5 de agosto de 2004     |
| 67        | Marek Belka             | 5 de agosto de 2004 – 31 de outubro de 2005     |
| 68        | Kazimierz Marcinkiewicz | 31 de outubro de 2005 – 10 de junho de 2006     |
| 69        | Jarosław Kaczyński      | 10 de junho de 2006 - 16 de novembro de 2007    |
| 70        | Donald Tusk             | 16 de novembro de 2007 - 22 de setembro de 2014 |
| 71        | Ewa Kopacz              | 22 de setembro de 2014 - 16 de novembro de 2015 |
| 72        | Beata Szydło            | 16 de novembro de 2015 - 11 de dezembro de 2017 |
| 73        | Mateusz Morawiecki      | 11 de dezembro de 2017 - 13 de dezembro de 2023 |
| 74        | Donald Tusk             | 13 de dezembro de 2023 - presente               |